# 蘇萊曼龍屬
蘇萊曼龍屬（學名：Sulaimanisaurus）意為「蘇萊曼蜥蜴」，以蘇萊曼山脈為名。蘇萊曼龍是種蜥腳下目泰坦巨龍類恐龍，生存於白堊紀晚期馬斯垂克階的巴基斯坦俾路支省。模式種是金氏蘇萊曼龍（S. gingerichi），是在2006年被敘述、命名，模式標本包含七結尾椎，發現於Pab組的Vitakri段。另有四節尾椎被歸類於蘇萊曼龍。

## 外部連結
- Rana, A.N. . DAWN. 2006-03-25  [2007-07-29]. （原始内容存档于2012-07-28）.